# IJmuider Zee- en Havenmuseum
Het IJmuider Zee- en Havenmuseum is een scheepvaartmuseum in de Noord-Hollandse plaats IJmuiden. Het museum is gevestigd in een voormalige visserijschool en toont in dertien zalen verdeeld over drie verdiepingen de geschiedenis en ontwikkeling van het Noordzeekanaal, de haven van IJmuiden, reddingswezen, de visserij en de maritieme activiteiten. Onder andere is een ruimte ingericht als stuurhut, Scheveningen Radio, zeilmakerij en radartoren. Iedere laatste zaterdag van de maand worden in de motorenhal de daar opgestelde scheepsmotoren in werking getoond.
In het Buitenmuseum zijn een viskotter en verschillende reddingsboten te zien.
Het museum is in 1994 geopend naar aanleiding van een initiatief uit 1989 om de destijds leegstaande visserijschool te behouden en een nieuwe functie te verlenen.

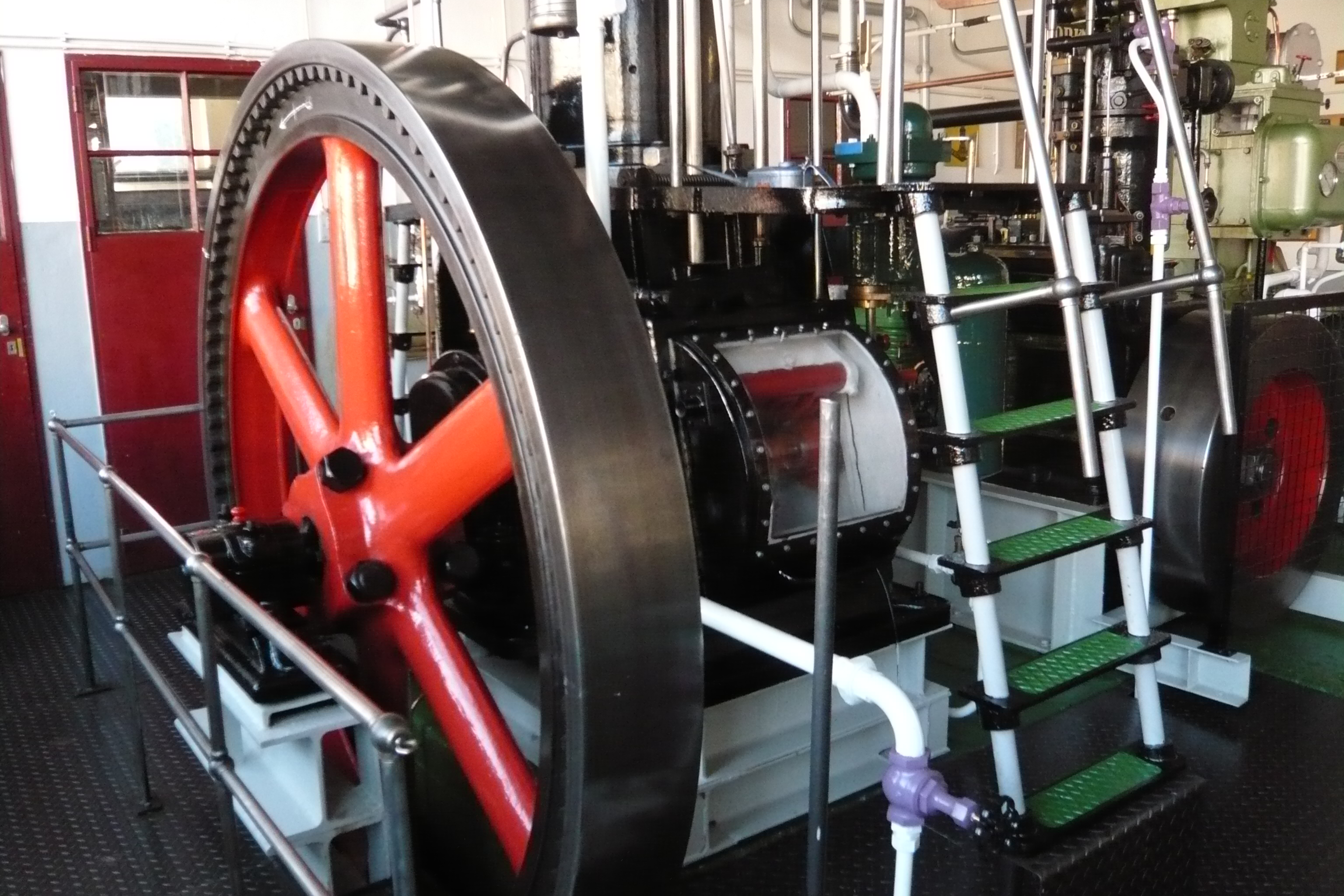
Scheepsmotor in de machinezaal
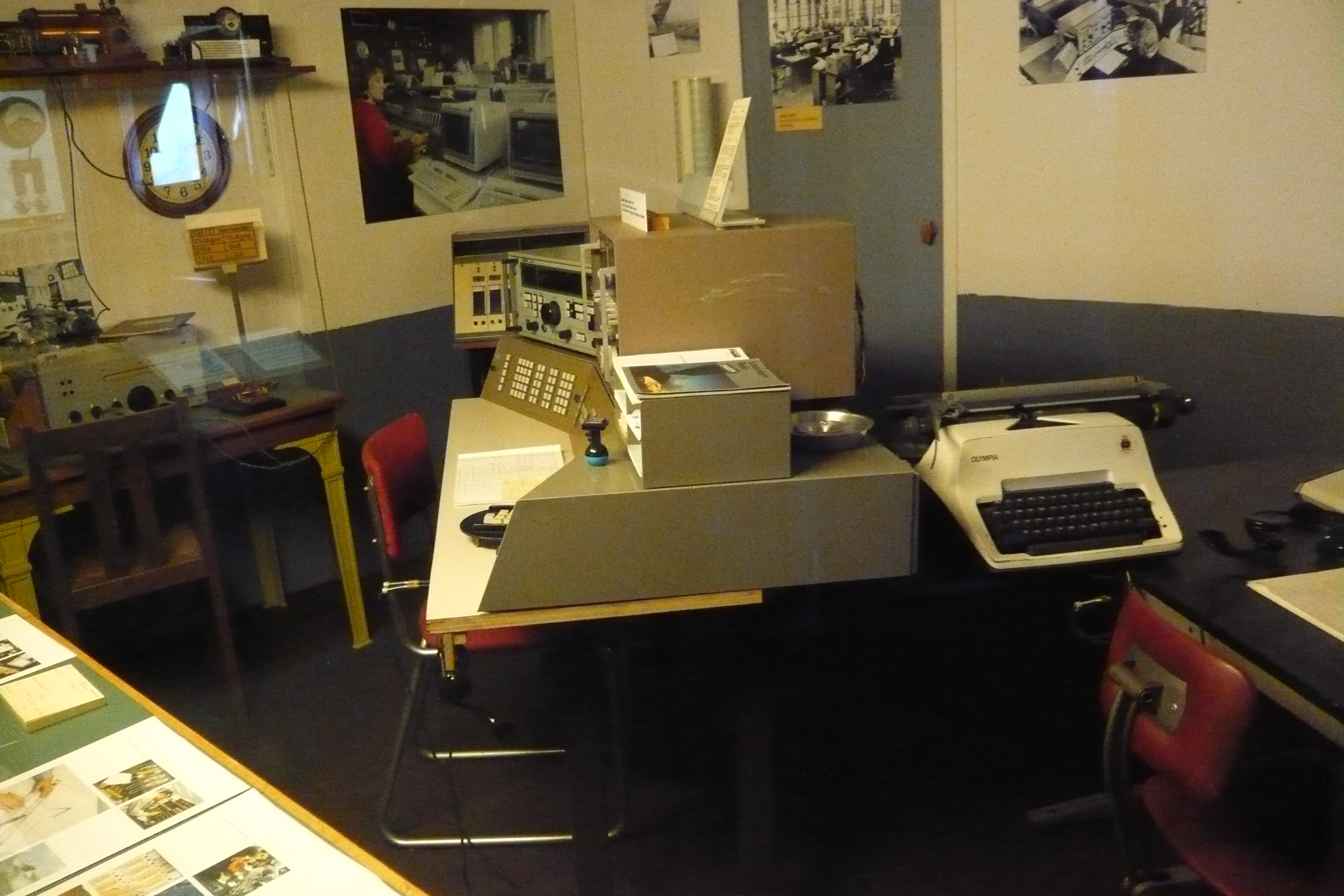
Radio Scheveningen
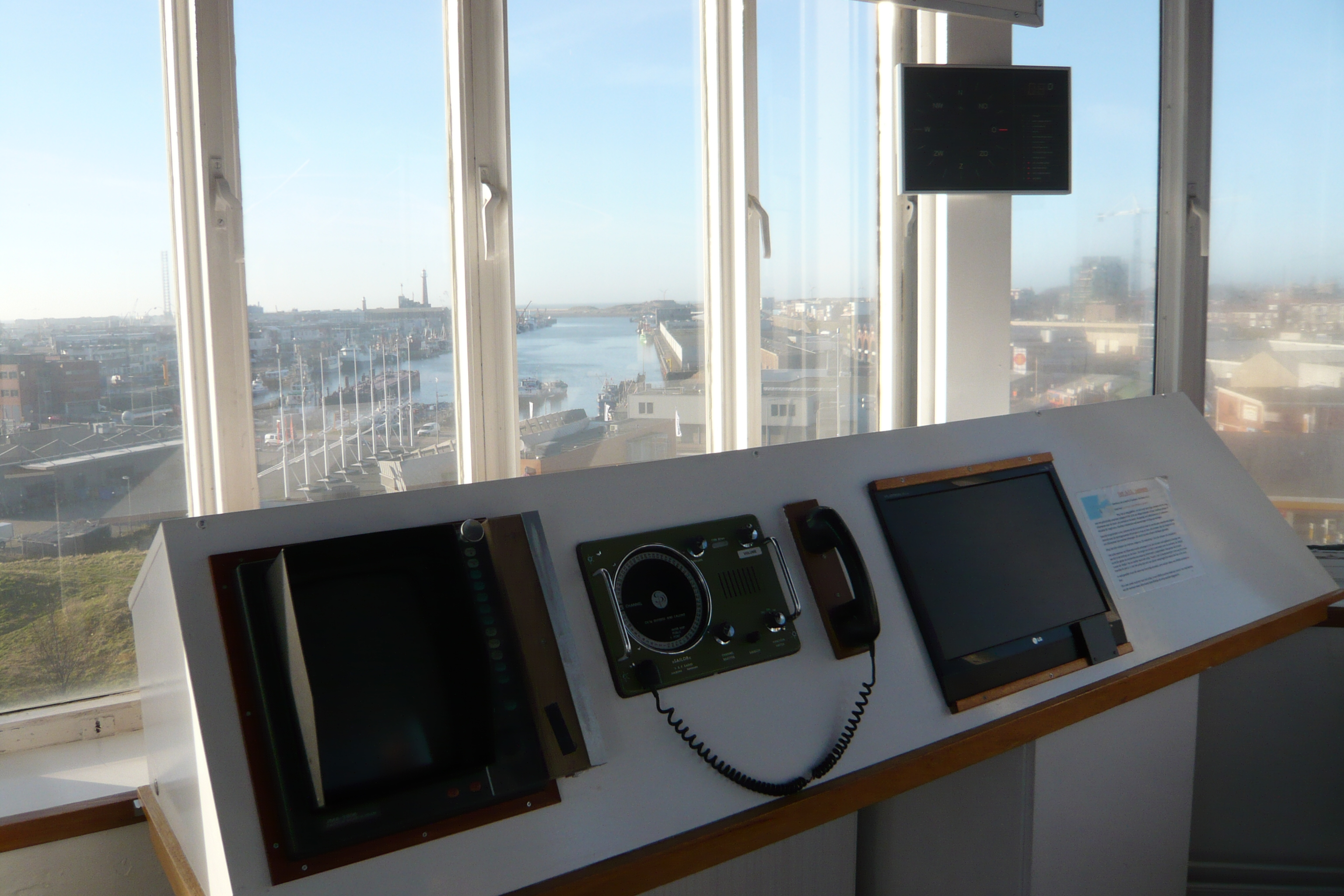
Werkende radarinstallatie in de toren
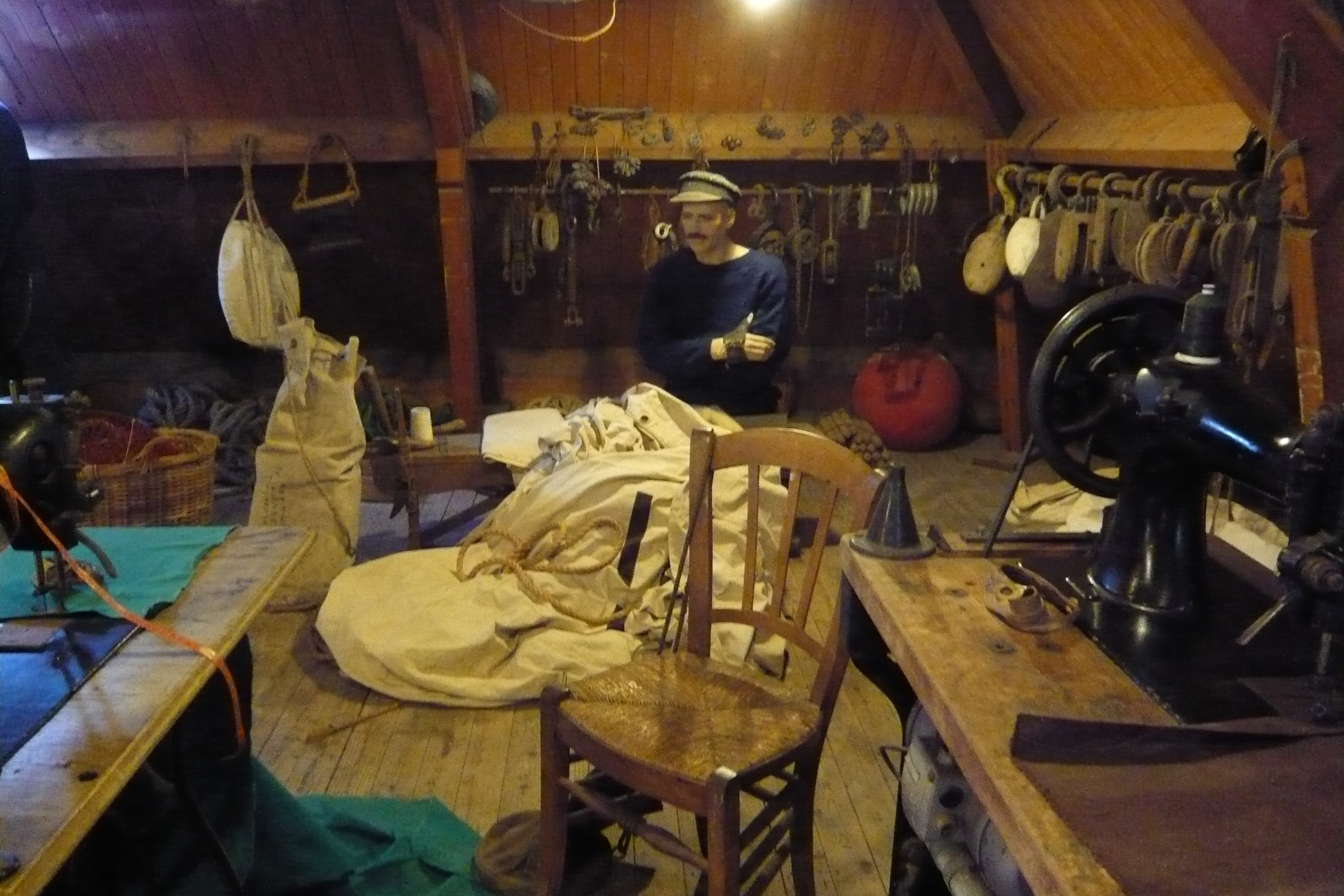
Zeilmakerij
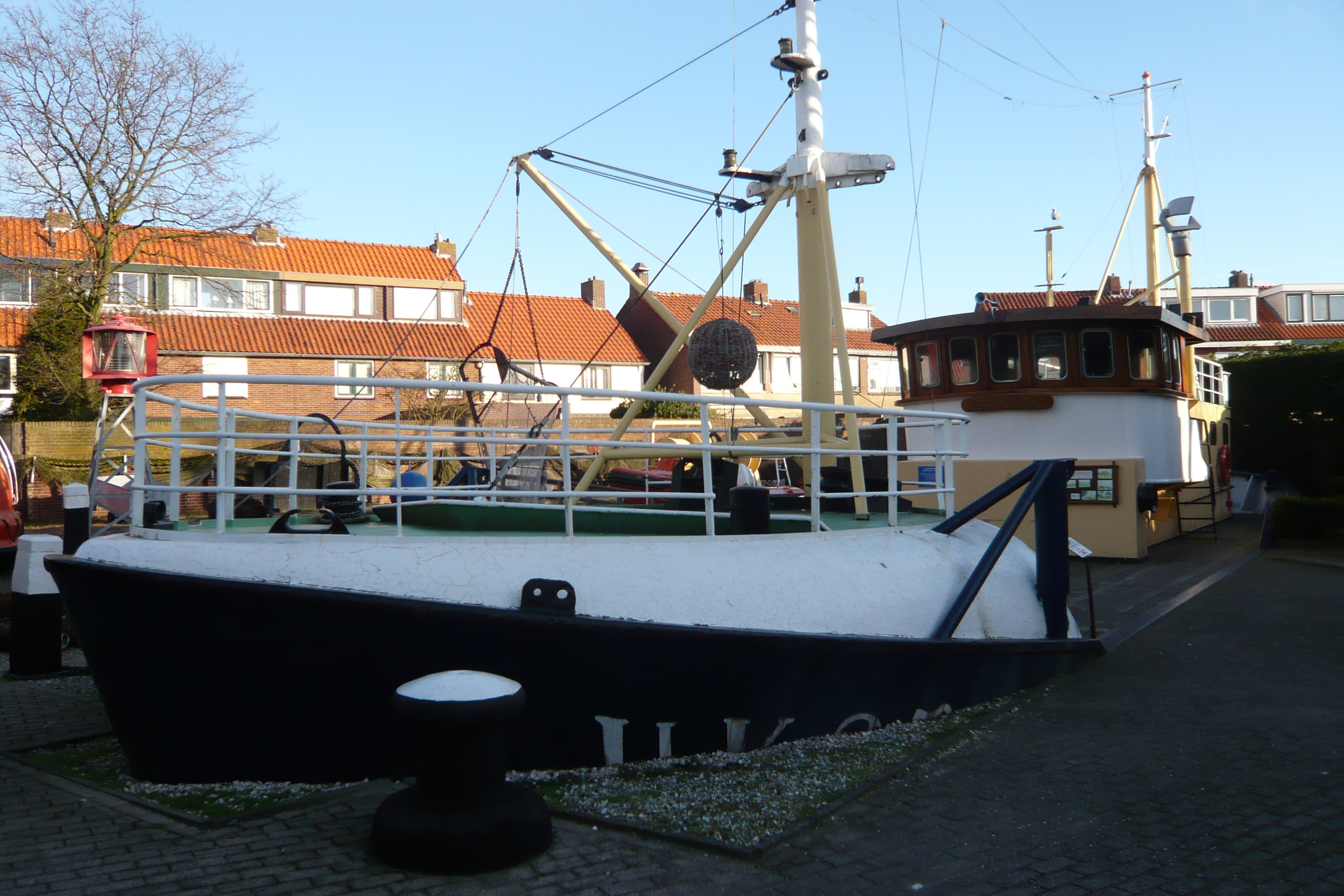
Vissersboot in het buitengedeelte